# 戸沢民十郎
戸沢 民十郎（とざわ たみじゅうろう、1878年（明治11年）5月20日 – 1952年（昭和27年）9月23日）は、衆議院議員（憲政会→立憲民政党）、司法参与官。弁護士。

## 経歴
香川県小豆郡安田村（現在の小豆島町）出身。1909年（明治42年）、東京帝国大学法科大学独法科を卒業し、高松市で弁護士事務所を開業した。1914年（大正3年）、高松市会議員に当選。1918年（大正7年）、香川県会議員に当選した。その後、東京市で弁護士事務所を開いた。
1924年（大正13年）、第15回衆議院議員総選挙に出馬し、当選。以後、5回連続当選を果たした。その間、第2次若槻内閣で司法参与官を務めた。
また南満洲太興合名会社の理事となり、同社の子会社の天図鉄道公司の総弁に就任した。その他に図們鉄道会社監査役も務めた。